# Raya (personage)
Raya is het hoofdpersonage uit de Disneyfilm Raya en de Laatste Draak uit 2021. Ze werd als dertiende personage toegevoegd aan de lijst met Disneyprinsessen.

## Beschrijving
Raya is een 18-jarige tiener met donkerbruin haar en bruine ogen. Ze draagt een pofbroek met hoge laarzen en traditionele zuidoost-Aziatische kleding in kakikleur. Ook draagt ze een rieten hoed en heeft een zwaard bij zich. Raya's huisdiertje heet Tuk Tuk, een mix tussen een rolpissebed, gordeldier en een mopshondje.
Raya wordt omschreven als een stoere, harde krijger, die de problemen van het verscheurde koninkrijk Kumandra moet zien op te lossen. Ze gaat in haar eentje op zoek naar de laatste draak, om zo het volk te herenigen. Ook de sterke band met haar vader is een terugkomende eigenschap in de film.